# Royal Aircraft Factory R.E.5
Die Royal Aircraft Factory R.E.5 war ein zweisitziges britisches Doppeldecker-Aufklärungsflugzeug im Ersten Weltkrieg.

## Entwicklung

### Prototyp R.E.1
1913 begründete Konstrukteur Henry Folland bei der Royal Aircraft Factory in Farnborough eine neue, als Reconnaisance Experimental (R.E.) bezeichnete Baureihe, welche als Zweisitzer neben der Klasse der einsitzigen Scout Experimental (S.E.) dem Royal Flying Corps (RFC) als Aufklärungsflugzeuge dienen sollte. Der Prototyp dafür war die Royal Aircraft Factory R.E.1, die im Juli 1913 als modernisierte Version der B.E.2 mit gestaffelten Tragflächen und Verwindungssteuerung, abgerundetem Rumpfquerschnitt, mit Kufenfahrgestell und 70 PS (51 kW) 8-Zylinder Renault-V-Motor vorgestellt wurde. Ein zweiter Prototyp No. 608 erschien im März 1914; dieser wurde als No. 362 vom RFC vereinnahmt und ging im August 1914 in den Fronteinsatz, während der Prototyp No. 607 zur Erprobung von Luftfotografie und Funk-Telegraphie in Farnborough verblieb.

### Serienmodell R.E.5
Da die R.E.3 nur die Landversion der H.R.E.2 war und eine R.E.4 nie gebaut wurde, blieb die R.E.1 das Vorbild für den Bau der Royal Aircraft Factory R.E.5, einen zweistieligen Doppeldecker, angetrieben von einem 120 PS (88 kW) Austro-Daimler Motor mit Vierblattpropeller und leicht V-geneigten Tragflächen gleicher Spannweite, die statt durch Flächenverwindung mit Querrudern gesteuert wurden. Wie bei der R.E.1 war der Beobachter, dem damaligen Standard entsprechend, im vorderen Cockpit vor dem Piloten platziert.

## Produktion
Da die R.E.5 nicht als völlig neue Konstruktion, sondern nur als weiterentwickelte R.E.1 galt, ging das Flugzeug im Dezember 1913 direkt vom Reißbrett in die Serienproduktion. Zur Finanzierung trugen die 25.000 £ bei, die das Heer für die Übergabe seiner Luftschiffe an die Admiralität erhielt, welche ab dem 1. Januar 1914 für Entwicklung und Betrieb aller britischen Leichter-als-Luft-Luftfahrzeuge zuständig wurde.
Als Antrieb wurde der 120 PS Austro-Daimler Motor verwendet, dessen Auspuffstutzen auf Höhe der Zylinderköpfe durch die Backbordseite der Motorhaube ragte. Der im Buginneren eingebaute Kühler lieferte etwas Heizungswärme ins Cockpit.
Die erste von 24 bestellten R.E.5 wurde am 26. Januar fertig; ihr Erstflug fand  am 26. Januar 1914 statt. Drei weitere wurden im folgenden Monat und bis Kriegsausbruch mindestens fünfzehn Maschinen ausgeliefert, die restlichen folgten Anfang 1915.
Beim den Exemplaren No. 5 und No. 6, welche im März als Einsitzer ausgeliefert wurden, wurde das vordere Cockpit abgedeckt, ein Zweiblattpropeller montiert und die obere Tragfläche, gestützt durch ein nach außen geneigtes äußeres Strebenpaar, um 3,88 m erweitert. Diese Version wurde inoffiziell auch als R.E.5A bekannt. Der Werkspilot Norman Spratt erzielte mit dem Flugzeug No. 380 am 14. Mai eine Flughöhe von 5486 m, der Führer der No. 6 Squadron, RFC Captain J.H.W. Becke erreichte im Juni 1914 immerhin 5182 m.
Die ebenfalls in der Version R.E.5A gebauten Serienflugzeuge 12 und 13 erhielten neben der verlängerten oberen Tragfläche einen größeren Tank, um deren Reichweite zu erhöhen. Der höhere Auftrieb eröffnete ebenfalls die Option, das Flugzeug zum Abwurf von Bomben vorzubereiten, wozu in Farnborough mit verschiedenen Abwurfgewichten experimentiert wurde.
Da kriegsbedingt Lieferprobleme der importierten Austro-Daimler-Motoren die Produktion aufhielten, erhielten spätere Serienflugzeuge ersatzweise modifizierte 120 PS (88 kW) Beardmore-Motoren, die sich dank verstärkter Kurbelwellen als zuverlässiger als die Originale erwiesen.

### Weitere Verbesserungen
Die R.E.5 mit der Werksnummer 22 wurde zum Prototyp der 1915 produzierten R.E.7 umgebaut. Sie erhielt 1915 statt der Kufen ein dreirädriges Fahrgestell, einen von Beardmore gebauten Vorserienmotor des neuen 150 PS (110 kW) R.A.F.4 12-Zylinder V-Motors mit Abgaskrümmer und windgetriebener Kraftstoffpumpe, sowie eine vergrößerte Heckflosse mit gebogener Vorderkante. Für den Bau wurden erste Einsatzerfahrungen ausgewertet:
- Die Landestrecke des R.E.5 war für die nur behelfsmäßig hergerichteten Feldflugplätze zu lang. Es wurden daher Versuche mit einem Bremshaken durchgeführt, der am Fahrwerk angebracht und bei der Landung abgesenkt wurde, um das Ausrollen zu verkürzen. Außerdem wurde mit an den Rumpfseiten montierten Bremsklappen experimentiert, beim Landeanflug im rechten Winkel ausgeklappt wurden, um so den Luftwiderstand erhöhten. Diese Einrichtung wurde später bei zahlreichen R.E.7 übernommen.
- Eine R.E.5 verblieb zur Erprobung von Bombenaufhängungen und -abwürfen in Farnborough. Dem RFC standen vor Kriegsbeginn noch keine Bomben zur Verfügung, lediglich das RNAS verfügte über einen kleinen Vorrat von 20 9kg-Bomben. Diese Erprobungen führten schließlich zur Entwicklung der 152 kg Bombe durch die Royal Aircraft Factory, die als Bombenladung der R.E.7 verwendet wurde.

## Einsatz
Die R.E.5 erwies sich zwar als robustes, zuverlässiges und einfach zu steuerndes Flugzeug, ihren Einsatzwert als Aufklärer und Bomber schmälerte jedoch, dass sie schwerfällig und zudem unbewaffnet war.
Nach Kriegsausbruch gelangten neben einer R.E.1 mehrere R.E.5 an der Westfront in den Einsatz. Die No. 2 Squadron ging im September 1914 mit sechs R.E.5 nach Frankreich, und weitere fünf trafen mit der No. 7 Squadron im April 1915 ein. Zeitweilig kamen sie auch bei den Squadrons No. 12 und 16 sowie als Schulflugzeug bei der No. 6 Squadron zum Einsatz. Außerdem wurde eine R.E.5 von Squadron-Commander Arthur Murray Longmore am 27. September 1914 zur RNAS-Station nach Dunkerque überführt und drei Tage später von ihm bei einem Bombenangriff auf den Bahnhof von Courtrai geflogen, über dem sein Beobachter kleine improvisierte Bomben aus dem Cockpit warf.
Am 26. April 1915 startete die No. 7 Squadron, RFC mit zwei ihrer R.E.5, begleitet von sieben B.E.2C der No. 8 Squadron aus St. Omer, um deutsche Truppenzüge in der Nähe von Gent anzugreifen. Die Squadron wiederholte danach fast täglich ihre Angriffe. Bei einem Einsatz am 31. Juli 1915 wurde Captain J.A. Liddell mit seiner R.E.5 bei einem Aufklärungsflug bei Brügge durch Flugabwehrfeuer getroffen und schwer an Hand und Oberschenkel verletzt, wobei die Spitze seiner Steuersäule, der Gashebel und das Fahrgestell zertrümmert wurden. Trotz seiner Verletzungen gelang es Liddell, die abtrudelnde Maschine aufzufangen und durch eine Bruchlandung auf dem belgischen Flugplatz bei Veurne das Leben seines Beobachters Second Lieutenant R.H. Peck zu retten. Lidell wurde mit dem Victoria-Kreuz ausgezeichnet, erlag aber wenige Wochen später seinen Verletzungen.
Eine hinter den deutschen Linien unversehrt gelandete R.E.5 wurde mit anderen erbeuteten alliierten Waffen in Deutschland ausgestellt.
Bis Ende des Jahres 1915 wurden die R.E.1 und R.E.5 nach und nach aus dem aktiven Dienst ausgemustert und nur noch in Trainingseinheiten verwendet; im September 1915 waren noch zwei Maschinen im Bestand der No. 7 Squadron; die letzte R.E.5 kehrte Anfang des folgenden Jahres aus Frankreich zurück.

## Bilder

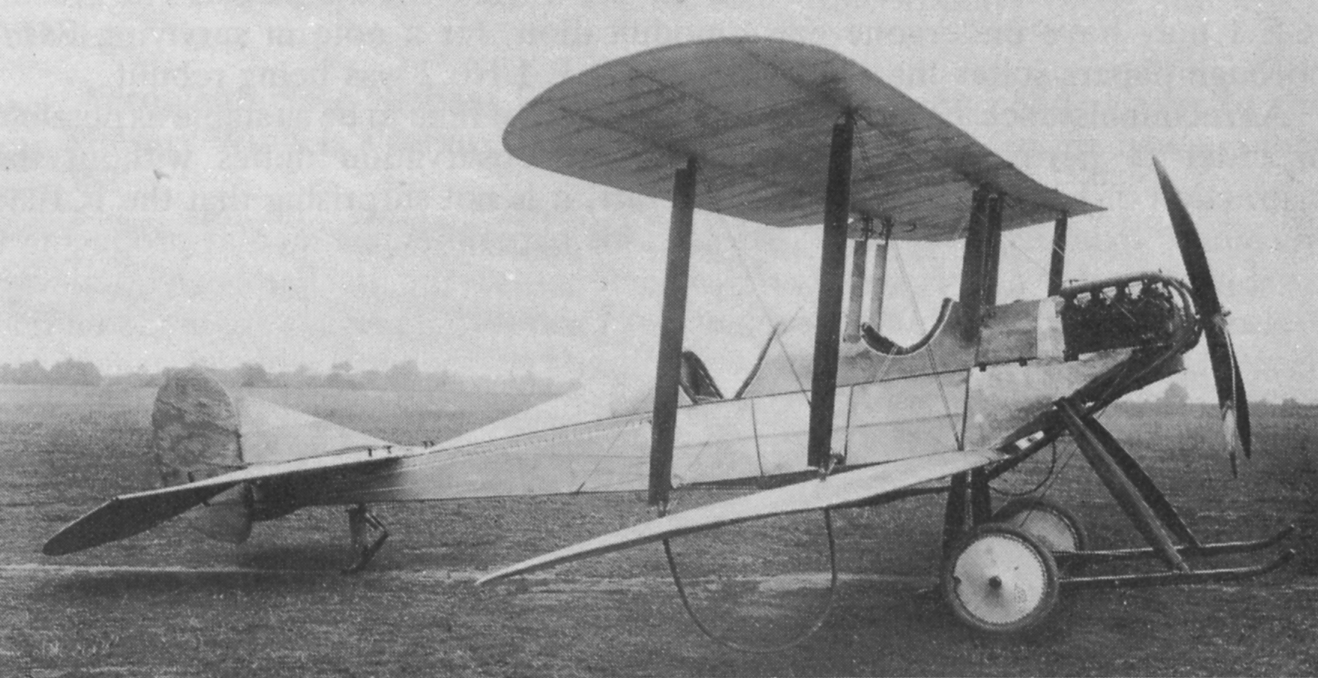
Der Prototyp No. 607 der R.E.1 in einer Aufnahme vom 2. Juli 1913
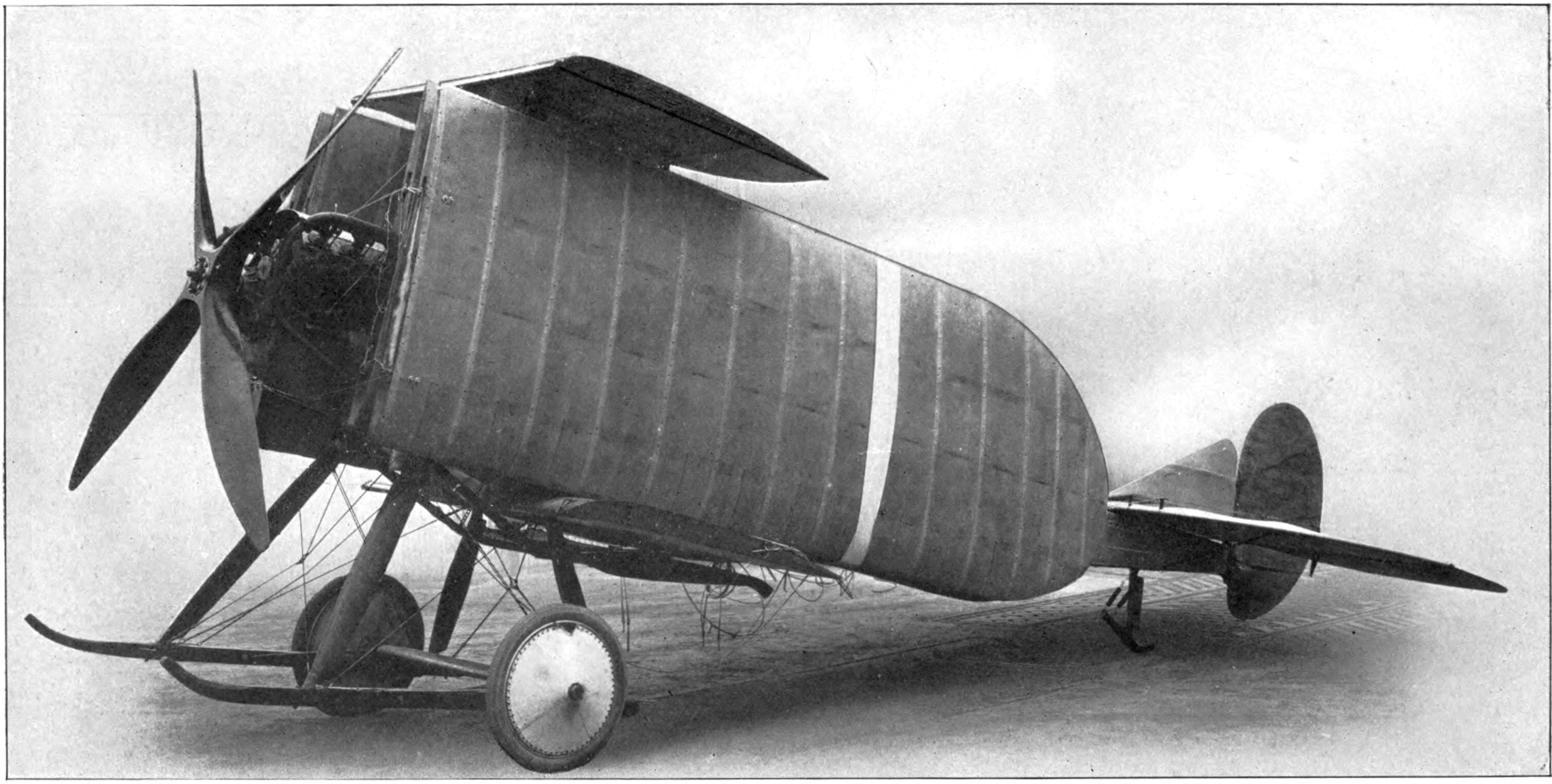
Transportfähig zerlegte R.E.1
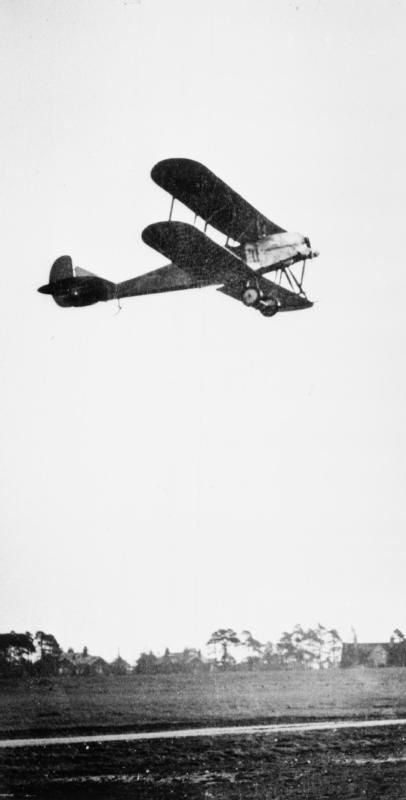
Flugaufnahme einer R.E.5 über Farnborough
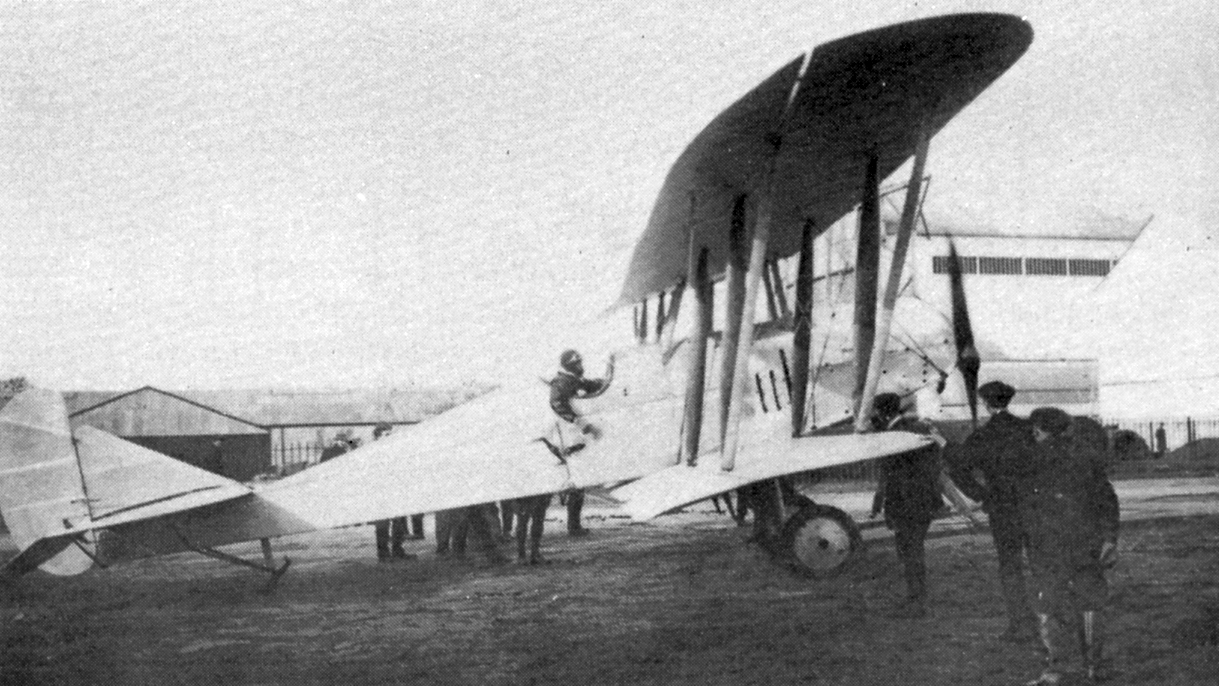
Die einsitzige R.E.5 No.6 mit verlängerter oberer Tragfläche und zusätzlichen Seitenstreben, die am 14. Mai 1914 mit 5638 m einen Höhenrekord erzielte.
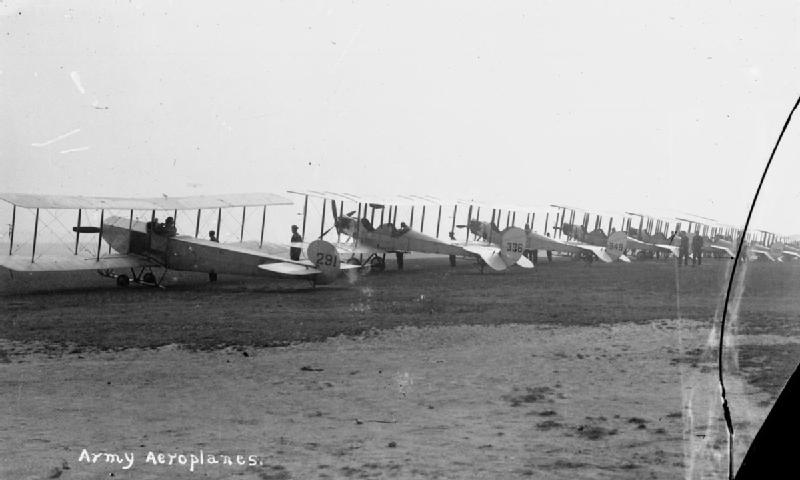
Hinter einer Avro 504 eine Reihe von R.E.5 des RFC
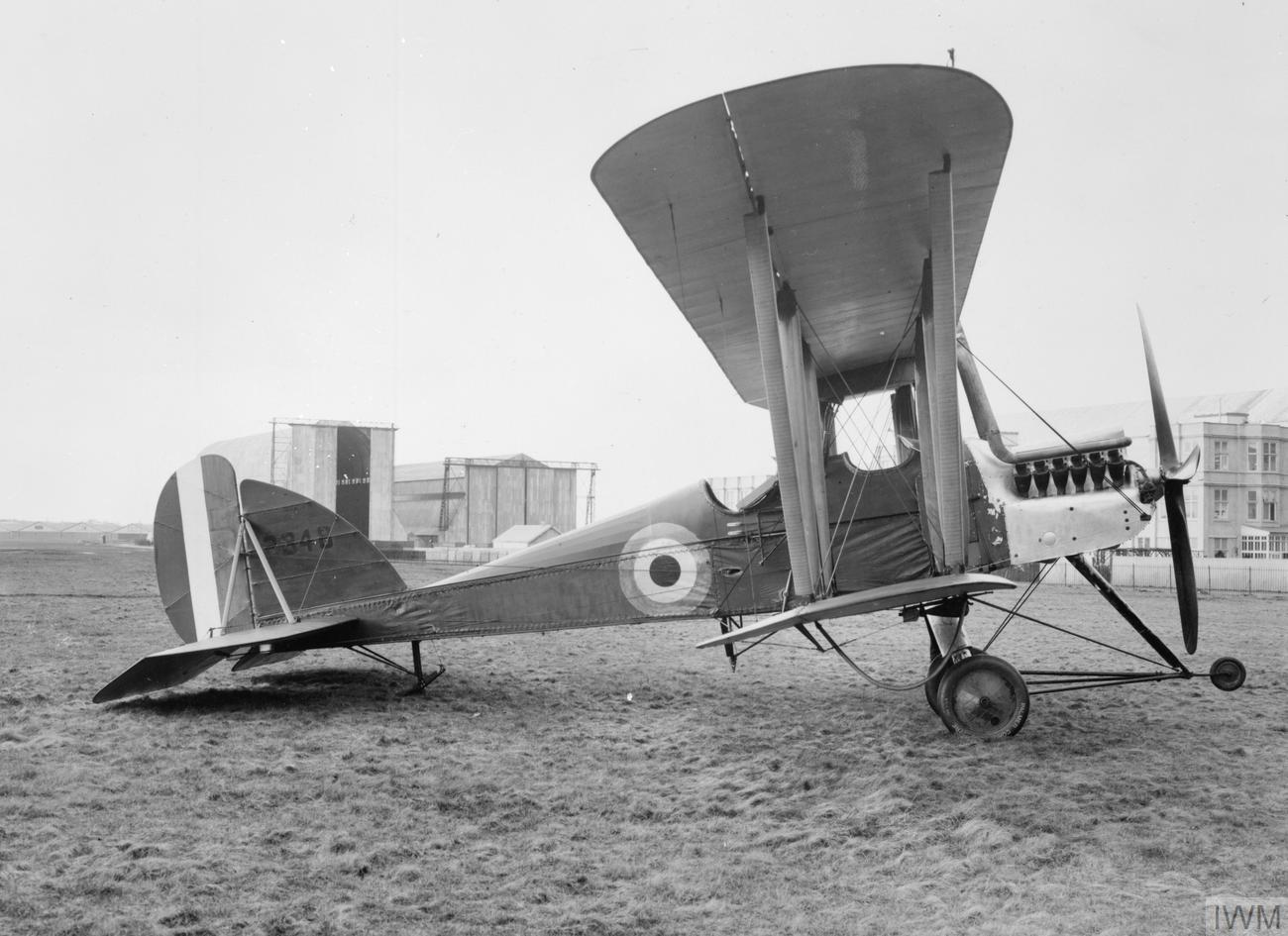
Die R.E.7 war der Nachfolger der R.E.5

## Technische Daten
| Kenngröße             | R.E.1                           | R.E.5                                             |
| --------------------- | ------------------------------- | ------------------------------------------------- |
| Besatzung             | 2                               | 2                                                 |
| Länge                 |                                 | 7,98 m                                            |
| Höhe                  |                                 | 2,94 m                                            |
| Flügelspannweite      | 10,40 m                         | 13,56 m                                           |
| Flügelfläche          | 29,30 m²                        | 46,27 m²                                          |
| Leergewicht           | 454 kg                          |                                                   |
| Startgewicht          | 717 kg                          |                                                   |
| Antrieb               | ein 70 PS (51 kW) Renault-Motor | ein 120 PS (88 kW) Sunbeam (Austro-Daimler)-Motor |
| Höchstgeschwindigkeit | 134 km/h in NN                  | 126 km/h in NN                                    |
| Steiggeschwindigkeit  | 183 m/s                         | 120 m/s                                           |
| Dienstgipfelhöhe      |                                 | 1828 m                                            |
| Bewaffnung            | keine                           | 3×9 kg Bomben                                     |